# Războiul de Eliberare din Bangladesh
Războiul de eliberare din Bangladesh [a] (în bengaleză  মুক্তিযুদ্ধ Muktijuddho), cunoscut și sub numele de Războiul de independență al Bangladeshului, sau pur și simplu Războiul de eliberare, a fost o revoluție și un conflict armat declanșat de ascensiunea mișcării naționaliste și de autodeterminare bengaleză în ceea ce atunci era Pakistanul de Est în timpul genocidului din  Bangladesh din 1971. Acesta a dus la independența Republicii Populare Bangladesh. Războiul a început după ce junta militară pakistaneză cu sediul în Pakistanul de Vest a lansat Operațiunea Searchlight împotriva poporului din Pakistanul de Est în noaptea din 25 martie 1971. Operațiunea a urmărit eliminarea sistematică a populației civile naționaliste bengaleze, studenți, intelectuali, minorități religioase și a personalului armatei. Junta a anulat rezultatele alegerilor din 1970 și l-a arestat pe prim-ministrul desemnat Sheikh Mujibur Rahman. Războiul s-a încheiat la 16 decembrie 1971, după ce Pakistanul de Vest a capitulat.
În zonele rurale și urbane din Pakistanul de Est s-au desfășurat operațiuni militare extinse și lovituri aeriene pentru a suprima valul de nesupunere civilă, care s-a format în urma impasului de după alegerile din 1970. Armata pakistaneză, care avea sprijinul islamiștilor, a creat milițiile religioase radicale - Razakar, Al-Badr și Al-Shams – pentru a o asista în timpul raidurilor asupra populației locale. Vorbitori de urdu Biharis din Bangladesh (minoritate etnică) au fost, de asemenea, în sprijinul armatei pakistaneze. Membrii armatei pakistaneze și milițiile de sprijin s-au angajat în ucideri în masă, deportări și viol genocidal. Capitala Dhaka a fost scena a numeroase masacre, incluzând operațiunea Searchlight și masacrul de la Universitatea Dhaka. Se estimează că aproximativ 10 milioane de refugiați bengalezi au fugit în țara vecină India, în timp ce 30 de milioane au fost deplasate în interiorul țării. Violența sectară a izbucnit între bengalezi și imigranții vorbitori de urdu. Un consens academic prevalează că atrocitățile comise de armata pakistaneză au reprezentat un genocid.
Declarația de Independență a Bangladeshului a fost proclamată de la Chittagong de către membrii Mukti Bahini - armata de eliberare națională formată de militari, paramilitari și civili bengalezi. East Bengal Regiment și East Pakistan Rifles au jucat un rol crucial în rezistență. Conduși de generalul MAG Osmani și unsprezece comandanți de sector, forțele Bangladeshului au purtat un război de gherilă în masă împotriva armatei pakistaneze. Ei au eliberat numeroase orașe, în primele luni ale conflictului. Armata pakistaneză a recâștigat destule zone în timpul musonului. Gherilele Bengali au efectuat sabotaje pe scară largă, inclusiv Operațiunea Jackpot împotriva marinei pakistaneze. Forțele aeriene din Bangladesh, în curs de formare, au efectuat zboruri împotriva bazelor militare pakistaneze. Până în noiembrie, forțele Bangladeshului au restricționat mișcările armatei pakistaneze în cazărmi pe timpul nopții. Ei au asigurat controlul celor mai multe zone rurale.
Guvernul provizoriu al Bangladeshului a fost format la 17 aprilie 1971 în Mujibnagar si s-a mutat la Calcuta ca guvern în exil. Membrii bengalezi ai corpului civil, militar și diplomatic pakistanez au dezertat către guvernul provizoriu din Bangladesh. Mii de familii bengaleze au fost strămutate în vestul Pakistanului, de unde mulți au fugit în Afganistan. Activiști culturali bengalezi au operat clandestin Stația Radio Bengalul Liber. Calvarul a milioane de civili bengalezi devastați de război a provocat indignare la nivel mondial. Statul indian condus de Indira Gandhi a oferit sprijin diplomatic, economic și militar substanțial pentru naționaliștii din Bangladesh. Muzicieni britanici, indieni și americani au organizat primul concert de binefacere din lume în New York City pentru a sprijini oamenii din Bangladesh. Senatorul Ted Kennedy din Statele Unite a condus o campanie a Congresului pentru încetarea persecuției militare pakistaneze; în timp ce diplomații americani din Pakistanul de Est au exprimat o puternică opinie separată față de legăturile strânse ale administrației Nixon cu dictatorul militar pakistanez Yahya Khan.
India a intrat în război la 3 decembrie 1971, după ce Pakistanul a lansat lovituri aeriene preventive în India de Nord. Războiul indo-pakistanez desfășurat ulterior a dus la apariția a două fronturi de război. Cu supremația aeriană indiană existentă pe teatrul de est și avansul rapid al forțelor aliate din Bangladesh și India, Pakistanul s-a predat la Dacca la 16 decembrie 1971.
Războiul a schimbat peisajul geopolitic din Asia de Sud, odată cu apariția Bangladeshului ca cel de-al șaptelea cel mai populat stat din lume. Datorită alianțelor regionale complexe, războiul a fost un episod major în tensiunile războiului rece care a implicat Statele Unite, Uniunea Sovietică și Republica Populară Chineză. Majoritatea statelor membre în Organizația Națiunilor Unite a recunoscut Bangladesh ca națiune suverană în 1972.

## Context

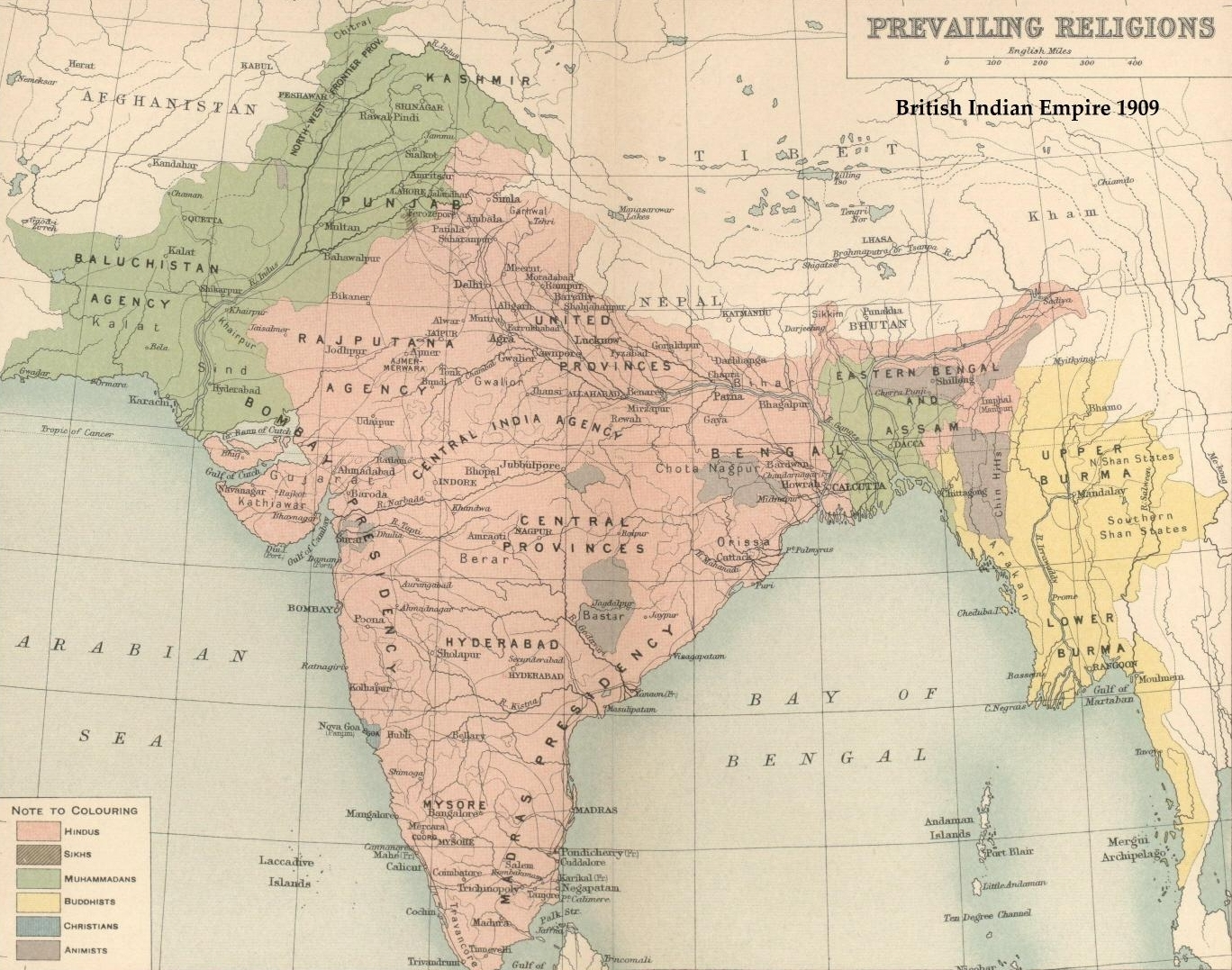
Harta Indiei Britanice în 1909 arătând majoritatea musulmană în zonele verzi, incluzând Bangladeshul de azi în est și Pakistanul în vest.

Înainte de împărțirea Indiei Britanice, Rezoluția Lahore avea în vedere inițial, separarea statelor cu majoritate musulmană, în zonele de est și nord-vest ale Indiei britanice. O propunere pentru un Bengal Unit a fost pusă în discuție de către prim-ministrul Huseyn Shaheed Suhrawardy în 1946, dar autoritățile coloniale s-au opus. Societatea Renașterii din Pakistanul de Est a pledat pentru crearea unui stat suveran în estul Indiei Britanice. În cele din urmă, negocierile politice au condus, în august 1947, la nașterea oficială a două state, Pakistan și India, țări separate pentru musulmani și hinduși după plecarea britanicilor. Dominionul Pakistanului a cuprins două zone geografice și culturale separate la est și la vest, cu India între ele. Zona de vest a fost popular (și pentru o perioadă, de asemenea, în mod oficial), numită Pakistanul de Vest și zona de est (Bangladeshul de azi) a fost inițial numită Bengalul de Est și mai târziu, Pakistanul de Est. Deși populația din cele două zone era aproape egală, puterea politică a fost concentrată în Pakistanul de Vest și percepția era că Pakistanul de Est era exploatat economic, ceea ce a dus la mai multe nemulțumiri. Administrarea a două teritorii discontinue a fost, de asemenea, văzută ca o provocare. La 25 martie 1971, după ce alegerile au fost câștigate de un partid politic din Pakistanul de Est (Liga Awami), acest lucru a fost ignorat de conducerea din Pakistanul de Vest, crescând astfel nemulțumirea politică și naționalismul cultural în Pakistanul de Est, lucru care a fost întâmpinat cu brutalitate de forța de oprimare din elita conducătoare a Pakistanului de Vest, în ceea ce a ajuns să fie numită Operațiunea Searchlight. Represiunea violentă din partea armatei pakistaneze a dus la declararea independenței Pakistanului de Est ca statul Bangladesh la 26 martie 1971, de către liderul Ligii Awami, Sheikh Mujibur Rahman. Cei mai mulți bengalezi au acordat sprijinul lor acestei mișcări, deși islamiștii și Bihari s-au opus și s-au alăturat armatei pakistaneze. Președintele pakistanez Yahya Khan a ordonat armatei pakistaneze să restabilească autoritatea guvernului pakistanez, începând astfel războiul civil. Războiul a dus la o mare de refugiați (estimat la acel moment la aproximativ 10 milioane) care a intrat în provinciile estice ale Indiei. Confruntându-se cu o criză umanitară și economică în creștere, India a început în mod activ sprijinirea și organizarea armatei de rezistență a Bangladesh-ului cunoscută sub numele de Mukti Bahini.

### Controversa limbii
În 1948, guvernatorul general Muhammad Ali Jinnah a declarat că "urdu, și numai urdu" ar fi limba federală a Pakistanului. Cu toate acestea, urdu era răspândită doar în părțile de nord, centrală și regiunea de vest a subcontinentului; în timp ce, în Bengalul de Est, limba maternă era bengali, una dintre cele două ramuri ale celor mai estice limbi indo-europene. Populația vorbitoare de bengali din Pakistan constituia peste 30% din populația țării. Poziția guvernamentală a fost văzută pe scară largă ca o încercare de a suprima cultura zonei de est. Oamenii din Bengalul de Est au cerut ca limba lor să primească statut federal, alături de urdu și engleză. Mișcarea Limbii a început în 1948, societatea civilă protestând împotriva eliminării scrierii bengaleze pe monede și timbre, care erau în vigoare din timpul britanicilor. Mișcarea a atins punctul culminant în 1952, când la 21 februarie, poliția a tras asupra studenților protestatari și a civililor, provocând moartea mai multor persoane. Aceasta zi este sărbătorită în Bangladesh ca Ziua Mișcării Limbii. Mai târziu, în noiembrie 1999, în memoria celor decedați în 1952, UNESCO a declarat 21 februarie ca Ziua Internațională a Limbii Materne.

### Disparități
Deși Pakistanul de Est avea o populație mai mare, Pakistanul de Vest a dominat țara divizată politic și a primit mai mulți bani de la bugetul comun.
| An | Cheltuieli în Pakistanul de Vest (în milioane de rupii pakistaneze) | Cheltuieli în Pakistanul de Est (în milioane de rupii pakistaneze | Suma cheltuită în Est ca procentaj din suma cheltuită în Vest |
| --- | ------------------------------------------------------------------- | ----------------------------------------------------------------- | ------------------------------------------------------------- |
| 1950–55 | 11.290                                                              | 5.240                                                             | 46,4                                                          |
| 1955–60 | 16.550                                                              | 5.240                                                             | 31,7                                                          |
| 1960–65 | 33.550                                                              | 14.040                                                            | 41,8                                                          |
| 1965–70 | 51.950                                                              | 21.410                                                            | 41,2                                                          |
| Total | 113.340                                                             | 45.930                                                            | 40,5                                                          |
| Sursa: Reports of the Advisory Panels for the Fourth Five Year Plan 1970–75, Vol. I, publicate de comisia de planificare a Pakistanului. |                                                                     |                                                                   |                                                               |

Bengalezii erau sub reprezentați în armata pakistaneză. Ofițerii de origine bengaleză în diferitele părți ale forțelor armate reprezentau doar 5% din forța totală din 1965; dintre aceștia, doar câțiva erau în poziții de comandă, majoritatea în posturi tehnice sau administrative. Pakistanezii din vest credeau că bengalezii nu aveau „înclinații marțiale“ (de bravură sau bine clădiți pentru luptă), spre deosebire de paștuni și punjabi; noțiunea de „rase marțiale“ a fost respinsă ca ridicolă și umilitoare de bengalezi. Mai mult decât atât, în ciuda cheltuielilor de apărare imense, Pakistanul de Est nu a primit nici unul dintre beneficii, cum ar fi contracte, achiziții și locuri de muncă. Războiul indo-pakistanez din 1965 pentru Cașmir a subliniat, de asemenea, sentimentul de insecuritate militară între bengalezi, întrucât doar o divizie de infanterie slab pregătită și 15 avioane de luptă fără sprijinul tancurilor erau în Pakistanul de Est pentru a contracara orice posibile represalii ale Indiei în timpul conflictului.

### Diferențe culturale și religioase
Singura legătură comună între cele două aripi pakistaneze a fost religia. Dar au existat diferențe chiar și în practicile religioase. Bengalezii musulmanii au avut tendința să fie mai puțin conservatori în zelul religios și au ajuns să accepte minoritatea hindusă în ciuda unor ciocniri comune. Mulți musulmani bengalezi au obiectat puternic la paradigma islamistă impusă de statul pakistanez. Cei mai mulți membri ai elitei conducătoare din Pakistanul de Vest, de asemenea, a aparținut unei societăți liberale, dar a dorit să existe o credință comună ca factor mobilizator în spatele creației Pakistanului și subsumarea multiplelor identități pakistaneze într-una singură.
Diferențele culturale și lingvistice între cele două aripi au cântărit mai mult decât orice unitate religioasă. Bengalezii erau foarte mândri de limba și de cultura lor care, cu scrierea Devanagari și cu vocabularul pali era inacceptabilă pentru elita din Pakistanul de Vest care considera că nu e potrivit pentru cultura hindusă.
Lupta de eliberare din Bangladesh împotriva Pakistanului a fost condusă de liderii seculari. Cu această realitate și sentimentul de solidaritate islamică în fundal, islamiștii din Pakistanul de Est au văzut naționalismul bengalez ca fiind inacceptabil și s-au alăturat eforturilor armatei pakistaneze de a zdrobi mișcarea de independență bengaleză. Seculariștii au salutat victoria Bangladeshului ca un triumf al naționalismului bengalez secular împotriva naționalismului pakistanez centrat pe religie.
Cei mai mulți dintre ‘Ulama activi politic în Pakistanul de Est, fie au rămas neutri, fie au luat partea statului pakistanez, deoarece ei au perceput destrămarea Pakistanului ca o pierdere pentru islam.

### Diferențe politice
Deși Pakistanul de Est avea o populație puțin mai mare, puterea politică a rămas în mâinile pakistanezilor occidentali. Deoarece un sistem simplu de reprezentare bazat pe populație ar fi concentrat puterea politică în Pakistanul de Est, Pakistanul de vest a venit cu schema „Unității”, în care întregul Pakistan de Vest era considerat o provincie. Acest lucru a fost făcut doar pentru a contrabalansa voturile din Est.
După asasinarea lui Liaquat Ali Khan, primul prim-ministru al Pakistanului, în 1951, puterea politică a început să revină noului președinte al Pakistanului, care a înlocuit funcția de guvernator general odată cu transformarea Pakistanului în republică. Șeful executiv ales, prim-ministrul, a fost deseori demis de sistemul care acționa prin președinte.
Pakistanezii din est au observat că sistemul pakistanez de vest ar înlătura rapid orice est-pakistanez ales prim-ministru al Pakistanului, cum erau Khawaja Nazimuddin, Mohammad Ali Bogra sau Huseyn Shaheed Suhrawardy. Suspiciunile lor au fost confirmate și mai mult de dictaturile militare ale lui Ayub Khan (27 octombrie 1958 - 25 martie 1969) și Yahya Khan (25 martie 1969 - 20 decembrie 1971), ambii vest-pakistanezi. Situația a atins un punct culminant în 1970, când Liga Awami din Bangladesh, cel mai mare partid politic din Pakistanul de Est, condus de Sheikh Mujibur Rahman, a înregistrat o victorie răsunătoare în alegerile naționale, câștigând 167 din cele 169 de locuri alocate pentru Pakistanul de Est, și, astfel, majoritatea din cele 313 locuri în Adunarea Națională. Aceasta a dat Ligii Awami dreptul constituțional de a forma un guvern. Cu toate acestea, Zulfikar Ali Bhutto (fost ministru de externe), liderul Partidului Popular Pakistanez, a refuzat să îi permită lui Rahman să devină prim-ministru al Pakistanului.  În schimb, el a propus ideea de a exista doi prim-miniștri, câte unul pentru fiecare parte. Propunerea a provocat indignare în est, care încerca să-și revină după surpriza apărută ca inovație constituțională, „schema unității“. La 3 martie 1971, cei doi lideri ai celor două aripi, împreună cu președintele General Yahya Khan s-au întâlnit la Dacca pentru a decide soarta țării. După ce discuțiile lor nu au dus la nici un rezultat satisfăcător, Sheikh Mujibur Rahman a chemat lumea la o grevă la nivel național. Bhutto s-a temut de un război civil, de aceea, el l-a trimis pe prietenul său de încredere, Mubashir Hassan. Rahman a decis să se întâlnească cu Bhutto. Cei doi au fost de acord să formeze un guvern de coaliție cu Rahman ca premier și Bhutto în calitate de președinte. Cu toate acestea, armata nu avea cunoștință de aceste evoluții, și Bhutto a crescut presiunea asupra lui Rahman pentru a ajunge la o decizie.
La 7 martie 1971 Sheikh Mujibur Rahman (care avea să fie prim-ministru) a ținut un discurs la Racecourse Ground (acum numit Suhrawardy Udyan). În acest discurs el a menționat patru condiții suplimentare pentru a fi luate în considerare la reuniunea Adunării Naționale la 25 martie:
- ridicarea imediată a legii marțiale.
- retragerea imediată a tuturor militarilor în cazărmi.
- o anchetă în privința pierderii de vieți omenești.
- transferul imediat al puterii reprezentantului ales al poporului înainte de reuniunea din 25 martie.

El și-a îndemnat poporul să transforme fiecare casă într-un fort de rezistență. El a închis discursul spunând: „Lupta noastră este pentru libertatea noastră. Lupta noastră este pentru independența noastră.“ Acest discurs este considerat evenimentul principal care a inspirat națiunea să lupte pentru independență. General Tikka Khan a fost trimis cu avionul în Dacca pentru a deveni guvernator al Bengalului de Est. Judecătorii din Pakistanul de Est, inclusiv judecătorul Siddique, au refuzat să-i accepte jurământul.
Între 10 și 13 martie Pakistan International Airlines a anulat toate rutele internaționale pentru a acoperi în regim de urgență zborurile care duceau „pasageri guvernamentali” spre Dacca. Aceștia au fost aproape toți soldați pakistanezi în haine civile. MV Swat, o navă a marinei pakistaneze, care transporta muniție și soldați, a fost adăpostită în portul Chittagong, dar muncitorii bengalezi și marinarii din port au refuzat să descarce nava. O unitate de East Pakistan Rifles a refuzat să se supună comenzii de a trage asupra demonstranților bengalezi, începând o revoltă printre soldați bengalezi.

### Răspunsul la ciclonul din 1970
Ciclonul Bhola din 1970 a ajuns deasupra uscatului de pe coasta Pakistanului de Est, în seara zilei de 12 noiembrie, cam în același timp cu un val de maree locale, ucigând aproximativ 300.000 până la 500.000 de persoane. Deși numărul exact nu este cunoscut, este considerat cel mai mortal ciclon tropical înregistrat. La o săptămână după ciclon, președintele Khan a recunoscut că guvernul său a făcut „greșeli“ în manipularea eforturilor de ajutorare din cauza lipsei de înțelegere a magnitudinii dezastrului.
O declarație lansată de unsprezece lideri politici din Pakistanul de Est la zece zile după ce a lovit ciclonul, a acuzat guvernul de „neglijență gravă, și indiferență totală dură“. Ei au acuzat, de asemenea, președintele că a minimizat amploarea problemei în știrile prezentate. La 19 noiembrie, studenții au pornit un marș în Dacca protestând față de lentoarea răspunsului guvernului. Abdul Hamid Khan Bhashani s-a adresat unei mulțimi de 50.000 de oameni la 24 noiembrie, acuzând președintele de ineficiență și cerându-i demisia.
Pe măsură ce conflictul dintre Pakistanul de Est și cel de Vest s-a acutizat în luna martie, birourile din Dacca ale celor două organizații guvernamentale direct implicate în eforturile de ajutorare au fost închise timp de cel puțin două săptămâni, prima dată de o grevă generală și apoi de o interdicție privind activitatea guvernului în Pakistanul de Est de către Liga Awami. Cu această creștere a tensiunii, personalul străin a fost evacuat din cauza temerilor de violență. Lucrările de ajutorare au continuat, dar planificarea pe termen lung a fost redusă. Acest conflict s-a dezvoltat în războiul de eliberare a Bangladeshului în decembrie și s-a încheiat odată cu crearea Bangladeshului. Aceasta a fost una din primele dăți când un eveniment natural a ajutat la declanșarea războiului civil.

### Operațiunea Searchlight

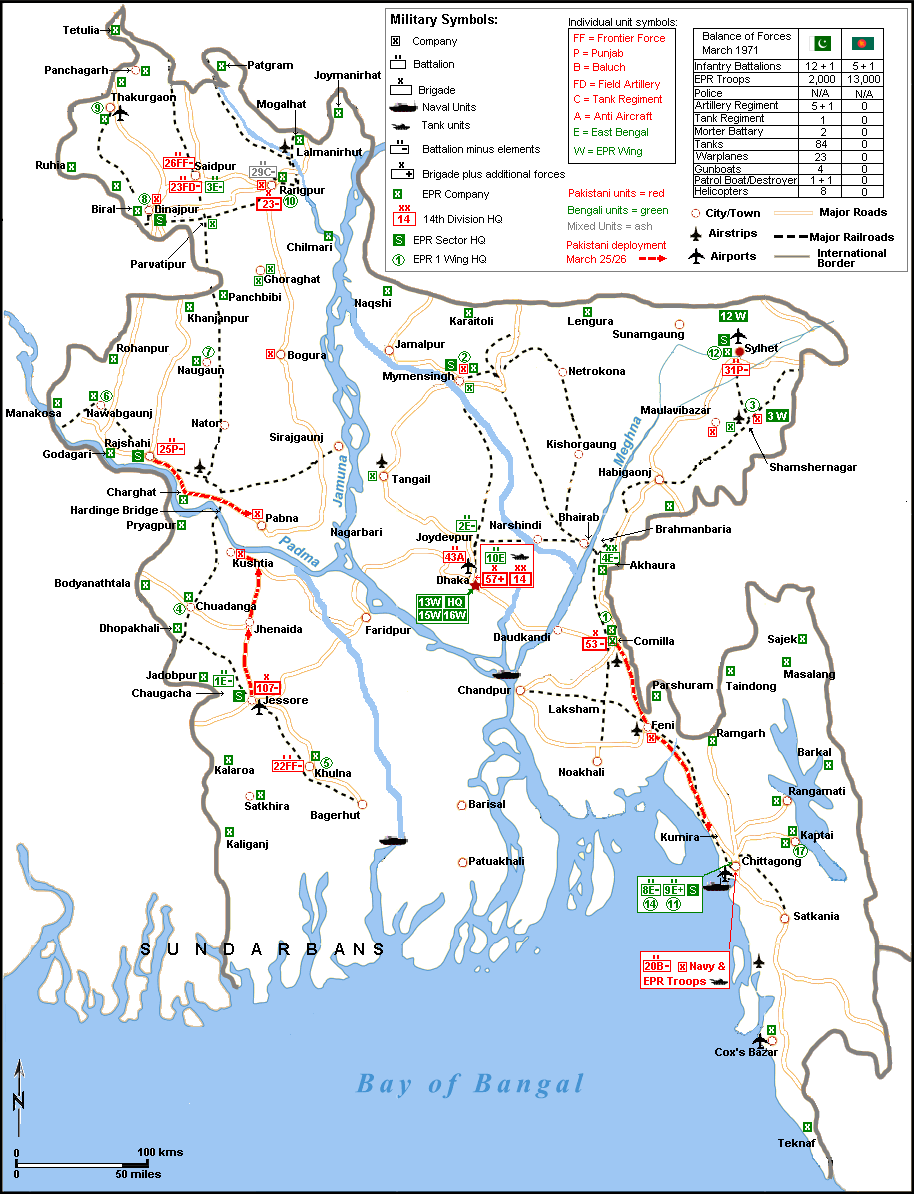
Localizarea unităților militare bengaleze și pakistaneze în timpul operațiunii Searchlight, martie 1971

O pacificare planificată din punct de vedere militar a fost efectuată de armata pakistaneză - numele de cod Operațiunea Searchlight - începând cu 25 martie pentru a reduce mișcarea de independență bengaleză prin preluarea controlului din marile orașe la 26 martie și apoi eliminând orice opoziție, politică sau militară, în termen de o lună. Statul pakistanez a pretins, pentru a justifica punerea în funcțiune a operațiunii Searchlight, că dorește să pună capăt violențelor împotriva populației Bihari de către bengalezi.
Înainte de începerea operațiunii, toți jurnaliștii străini au fost deportați sistematic din Pakistanul de Est.
Principala etapă a operației Searchlight s-a încheiat cu căderea ultimului oraș major aflat în mâinile bengalezilor la mijlocul lunii mai. Operațiunea a fost începutul genocidului din Bangladesh din 1971. Aceste asasinate sistematice au dus la înfurierea populației bengaleze, care a dus în cele din urmă, la secesiunea Pakistanului de Est, mai târziu, în același an. Mass-media din Bangladesh și cărți de referință în limba engleză au publicat cifrele victimelor, care variază foarte mult, de la 5.000-35.000 în Dacca, și 200.000-3.000.000 pentru Bangladesh în ansamblul său, deși cercetători independenți, printre care British Medical Journal, au prezentat cifre variind între 125.000 și 505.000. Politologul american Rudolph Rummel crede ca numărul total de decese a atins 1,5 milioane. Atrocitățile au fost denumite acte de genocid.
Conform Asia Times,
La o reuniune a unor importante personaje militare, Yahya Khan a declarat: „ucide 3 milioane dintre ei, iar restul vor mânca din mâinile noastre.“ Prin urmare, în noaptea de 25 martie, armata pakistaneză a lansat Operațiunea Searchlight pentru a „zdrobi“ rezistența bengaleză în care membrii bengalezi ai serviciilor militare au fost dezarmați și uciși, studenții și intelectualitatea lichidați sistematic și bărbații bengalezi apți de muncă au fost ridicați și împușcați mortal.
Deși violența s-a concentrat pe capitala provinciei, Dacca, a afectat, de asemenea, toate părțile din estul Pakistanului. Incinte rezidențiale de la Universitatea din Dacca au fost vizate în mod special. Singura incintă rezidențială hindusă - Jagannath Hall - a fost distrusă de către forțele armate pakistaneze, și în jur de 600-700 rezidenți au fost uciși. Armata pakistaneză a negat orice ucideri cu sânge rece la universitate, deși Comisia Hamoodur Rahman din Pakistan a concluzionat că forța disproporționată a fost folosită la universitate. Acest fapt, și masacrul de la Jagannath Hall și din căminele studențești din apropierea Universității din Dacca, sunt susținute de o casetă video filmată în secret de profesorul Nurul Ula de la Universitatea de Inginerie și Tehnologie din Pakistanul de Est, a cărui reședință era chiar vizavi de căminele studențești.
Magnitudinea atrocităților a fost prezentată în Occident, când Anthony Mascarenhas, un jurnalist pakistanez care a fost trimis în provincie de către autoritățile militare pentru a scrie o poveste favorabilă acțiunilor Pakistanului, a fugit în Regatul Unit și, la 13 iunie 1971, a publicat un articol în The Sunday Times în care descrie crimele sistematice realizate de către armată. BBC a scris: „Nu există nici o îndoială că articolul lui Mascarenhas a jucat un rol important în a pune capăt războiului. A ajutat să întoarcă opinia mondială împotriva Pakistanului și a încurajat India să joace un rol decisiv“. Prim-ministrul indian Indira Gandhi însăși a afirmat că articolul lui Mascarenhas a convins-o „să pregătească terenul pentru intervenția armată a Indiei“. 
Zonele hinduse au suferit lovituri deosebit de grele. Până la miezul nopții, Dacca era incendiată, mai ales partea de est a orașului dominată de hinduși. Revista Time a scris la 2 august 1971, „hindușii, care reprezintă trei sferturi din refugiați și majoritatea celor morți au suportat greul urii militare pakistaneze.“
Sheikh Mujibur Rahman a fost arestat de armata pakistaneză. Yahya Khan l-a numit pe Rahimuddin Khan să prezideze un tribunal special de urmărire penală care să îl judece pe Rahman pentru mai multe capete de acuzare. Sentința tribunalului nu a fost făcută publică, dar Yahya a făcut ca verdictul să fie suspendat. Alți lideri ai Ligii Awami, au fost arestați, în timp ce câțiva au fugit din Dacca, pentru a evita arestarea. Liga Awami a fost interzisă de generalul Yahya Khan.

### Declarația de independență
Violența declanșată de forțele pakistaneze pe 25 martie 1971 s-a dovedit ultima picătură pentru eforturile de a negocia o soluționare. Ca urmare a acestor ofense, Sheikh Mujibur Rahman a semnat o declarație oficială care spunea:
Astăzi Bangladesh este o țară suverană și independentă. Joi seara, forțele armate pakistaneze de vest au atacat brusc cazarma de poliție din Razarbagh și sediul EPR de la Pilkhana în Dacca. Mulți nevinovați și neînarmați au fost uciși în orașul Dhaka și în alte locuri din Bangladesh. Au avut loc ciocniri violente între EPR și poliție pe de o parte și forțele armate ale Pakistanului pe de altă parte. Bengalezii luptă împotriva inamicului cu mare curaj pentru un Bangladesh independent. Fie ca Allah să ne ajute în lupta noastră pentru libertate. Joy Bangla [Fie ca Bangladeshul să fie victorios].
Sheikh Mujib a chemat oamenii să reziste împotriva forțelor de ocupație printr-un mesaj radio. Rahman a fost arestat în noaptea de 25-26 martie 1971 la ora 1:30 (conform știrilor Radio Pakistan din 29 martie 1971).
O telegramă ce conținea textul declarației lui Mujibur Rahman a ajuns la unii studenți din Chittagong. Mesajul a fost tradus în bengaleză de Dr. Manjula Anwar. Studenții nu au reușit să obțină permisiunea autorităților superioare pentru a difuza mesajul de la stația din apropiere de Agrabad a Pakistan Broadcasting Corporation. Cu toate acestea, mesajul a fost citit de mai multe ori de către radioul independent Swadhin Bangla Betar Kendro înființat de către unii rebeli muncitori bengalezi din Kalurghat. Maiorului Ziaur Rahman i s-a cerut să asigure securitatea stației și a citit, de asemenea, Declarația de la 27 martie 1971. Maiorul Ziaur Rahman a anunțat declarația de independență, în numele lor Mujibur Rahman.
Aici Swadhin Bangla Betar Kendra. Eu, maiorul Ziaur Rahman, la comanda lui Bangobondhu Mujibur Rahman, declar prin prezenta că Republica Populară Independentă Bangladesh a fost constituită. La comanda lui, am luat comanda ca șef temporar al Republicii. În numele lor Mujibur Rahman, fac apel la toți begalezii să se ridice împotriva atacului armatei pakistaneze de vest. Vom lupta până la ultimul pentru a elibera patria noastră. Victoria este, prin harul lui Allah, a noastră. Joy Bangla.
Capacitatea de transmisie a Kalurghat Radio Station era limitată, dar mesajul a fost preluat de o navă japoneză aflată în Golful Bengal. Acesta a fost apoi retransmis de Radio Australia, și mai târziu de către British Broadcasting Corporation.
M.A. Hannan, un lider al Ligii Awami din Chittagong, se spune că a făcut primul anunț al declarației de independență la radio la 26 martie 1971.
26 martie 1971 este considerată oficial Ziua Independenței Bangladeshului, iar numele Bangladesh a fost în vigoare de atunci înainte. În iulie 1971, prim-ministrul indian Indira Gandhi face referire în mod deschis la fostul Pakistan de Est ca Bangladesh. Unii oficiali pakistanezi și indieni au continuat să folosească numele „Pakistanul de Est“ până la 16 decembrie 1971.

## Războiul de eliberare

### Martie-iunie
La început, rezistența a fost spontană și dezorganizată și nu se aștepta să dureze prea mult. Cu toate acestea, când armata pakistaneză a început reprimarea populației, rezistența a crescut. Mukti Bahini a devenit tot mai activă. Armata pakistaneză a încercat să o suprime, dar un număr tot mai mare de soldați bengalezi au fugit în această „armată Bangladesh” ilegală. Aceste unități bengaleze s-au unit cu Mukti Bahini și s-au întărit cu armele provenind din India. Pakistanul a răspuns prin trimiterea pe calea aerului a două divizii de infanterie și reorganizându-și forțele. De asemenea, au format forțe paramilitare ale Razakar, Al-Badr și Al-Sham (care erau alcătuite în majoritate din membri ai Ligii Musulmane și ai altor grupări islamiste), precum și alți bengalezi care se opuneau independenței, precum și musulmani Bihari care s-au stabilit în această zonă în timpul împărțirii Indiei.
La 17 aprilie 1971 a fost creat un guvern provizoriu în districtul Meherpur din vestul Bangladeshului care se învecinează cu India, cu Sheikh Mujibur Rahman, aflat în închisoare în Pakistan, în calitate de președinte, Syed Nazrul Islam ca președinte interimar, Tajuddin Ahmad în funcția de prim-ministru și generalul Muhammad Ataul Ghani Osmani în funcția de comandant-șef al forțelor armate din Bangladesh. Pe măsură ce luptele au crescut între armata de ocupație și bengalezii Mukti Bahini, aproximativ 10 milioane de bengalezi au căutat refugiu în statele indiene Assam și Bengalul de Vest.

### Iunie - septembrie

Cele unsprezece sectoare în timpul Războiului de eliberare din Bangladesh.

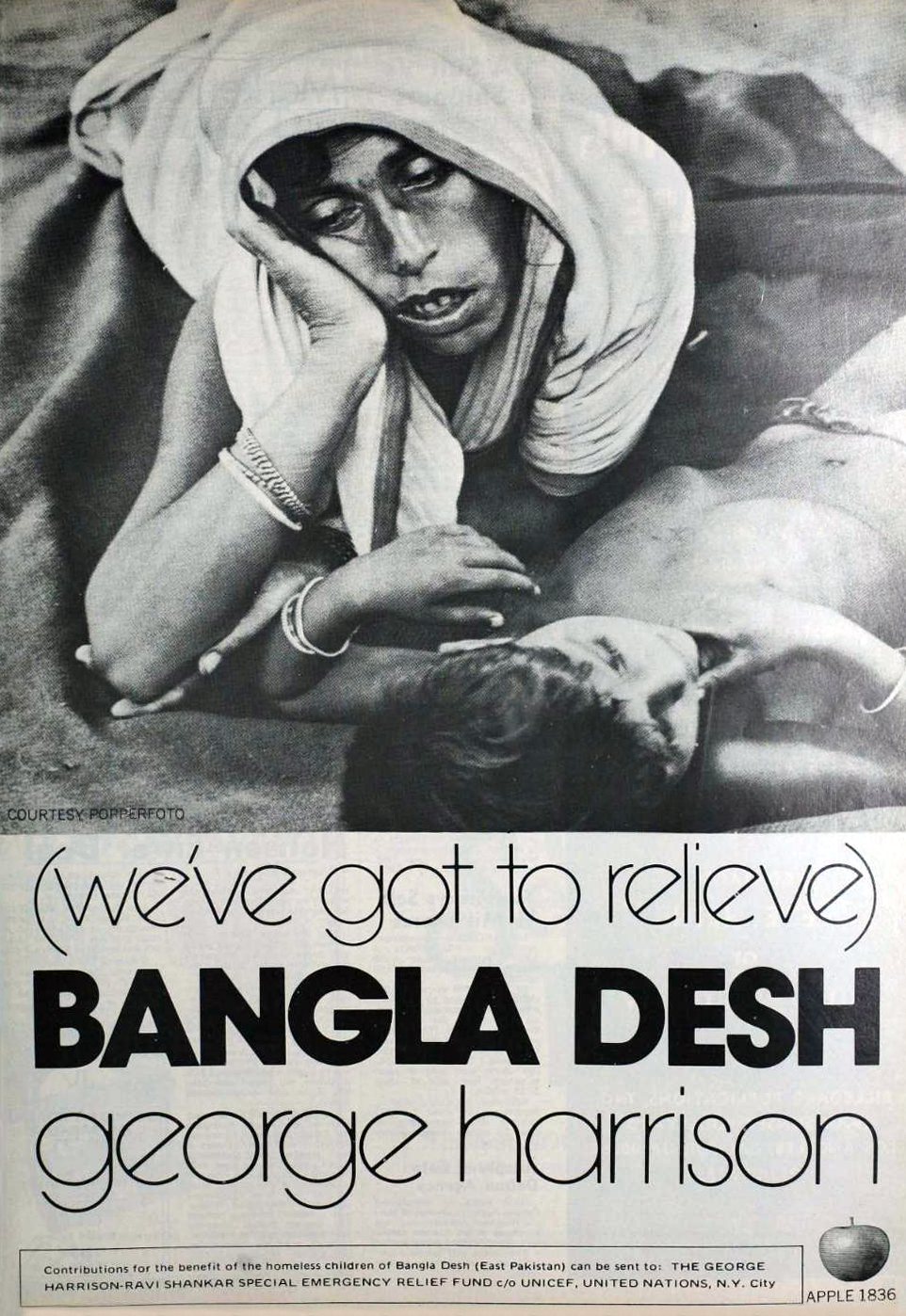
Reclamă pentru cântecul „Bangla Desh” al lui George Harrison fostul component al The Beatles, lansat în iulie 1971 pentru a crește gradul de conștientizare pe plan internațional și pentru a strânge fonduri pentru milioanele de refugiați din Bangladesh.

Comandamentul forțelor din Bangladesh a fost înființat la 11 iulie, iar colonelul M.A.G. Osmani, a devenit comandant-șef, cu statutul de ministru al cabinetului, Lt. Col. Abdur Rabb ca șef al personalului, căpitanul A.K. Khandker în calitate de șef adjunct al personalului și maiorul A.R. Chowdhury ca șef adjunct al personalului.
Generalul Osmani a avut diferențe de opinie cu conducerea indiană cu privire la rolul Mukti Bahini în conflict. Conducerea indiană a dorit inițial ca forțele bengaleze să fie instruite ca forță de gherilă de 8.000 de membri, condusă de soldații regimentului Bengalul de Est operand în celule mici prin Bangladesh pentru a facilita eventuala intervenție indiană, dar cum guvernul Bangladeshului era în exil, generalul Osmani avea o altă strategie:
- Forțele convenționale bengaleze urmau să ocupe zone de întărire în interiorul Bangladeshului și apoi guvernul din Bangladesh urma să ceară recunoașterea și intervenția diplomatică internațională. Inițial, Mymensingh a fost ales pentru această operațiune, dar generalul Osmani a decis ca acest loc să fie Sylhet.
- Trimiterea cât mai rapidă a numărului maxim de oameni ca parte a gherilelor din Bangladesh cu următoarele obiective:[71][72]
  - Creșterea pierderilor pakistaneze prin raiduri și ambuscade.
  - Blocarea activității economice prin lovirea centralelor electrice, a liniilor de cale ferată, a depozitelor de stocare și a rețelelor de comunicații.
  - Distrugerea mobilității armatei pakistaneze prin distrugerea podurilor, a depozitelor de combustibil, a trenurilor și a vapoarelor fluviale.
  - Obiectivul strategic era acela de a-i face pe pakistanezi să-și răspândească forțele în interiorul provinciei, astfel încât atacurile ar fi putut fi realizate asupra detașamentelor pakistaneze izolate.

Bangladeshul a fost împărțit în unsprezece sectoare în iulie, fiecare cu un comandant ales dintre ofițerii dezertori din armata pakistaneză care s-au alăturat Mukti Bahini pentru a desfășura operațiuni de gherilă și a antrena luptători. Majoritatea taberelor de instruire au fost situate în apropierea zonei de frontieră și au fost operate cu asistență din partea Indiei. Sectorul al 10-lea a fost plasat direct sub comanda comandantului general, generalul M.A. G. Osmani și a inclus comandantele forțelor navale și ale forțelor speciale. Trei brigăzi (11 batalioane) au fost înjghebate pentru războiul convențional și o mare forță de gherilă (estimată la 100.000) a fost instruită.
Trei brigăzi (opt batalioane de infanterie și trei baterii de artilerie) au fost puse în acțiune între iulie și septembrie. În cursul lunilor iunie și iulie, Mukti Bahini s-a regrupat peste graniță cu ajutorul indian prin intermediul operațiunii Jackpot și a început să trimită 2.000-5.000 de luptători de gherilă peste graniță, așa-numita Ofensivă Monsoon, care din diferite motive (lipsa unei pregătiri adecvate, lipsa unei rețele de sprijin adecvate în Bangladesh) nu și-a atins obiectivele. Forțele regulate bengaleze au atacat și avanposturile de frontieră în Mymensingh, Comilla și Sylhet, dar rezultatele au fost variate. Autoritățile pakistaneze au concluzionat că au reușit să oprească ofensiva Monsoon, ceea ce s-a dovedit a fi o observație aproape exactă.
Operațiunile de gherilă, care s-au redus în timpul fazei de pregatire, au crescut in intensitate după luna august. Obiectivele economice și militare din Dacca au fost atacate. Principalul succes a fost operațiunea Jackpot, în care comandourile navale au minat și au aruncat în aer navele în Chittagong, Mongla, Narayanganj și Chandpur la 15 august 1971.

### Octombrie - decembrie
Forțele convenționale din Bangladesh au atacat avanposturile de frontieră. Kamalpur, Belonia și Bătălia de la Boyra sunt câteva exemple. 90 din cele 370 de avanposturi de frontieră au căzut în mâinile forțelor bengaleze. Atacurile de gherilă s-au intensificat, la fel ca represaliile pakistaneze și ale Razakar asupra populației civile. Forțele pakistaneze au fost întărite cu opt batalioane din Pakistanul de Vest. Luptătorii independenței din Bangladesh au reușit chiar să captureze temporar cursele aeriene la Lalmonirhat și Shalutikar. Ambele au fost folosite pentru a trimite provizii și armament din India. Pakistanul a trimis alte cinci batalioane din Pakistanul de Vest ca întăriri.

## Implicarea indiană
| “                                                                 | Toate persoanele fără prejudecăți care urmăresc în mod obiectiv evenimentele sumbre din Bangladesh din 25 martie au recunoscut revolta a 75 de milioane de oameni, un popor care a fost forțat să concluzioneze că nici viața, nici libertatea lor nu spun nimic despre posibilitatea de a căuta fericirea, le era disponibilă. | ” |
| — Indira Gandhi, Scrisoare către Richard Nixon, 15 decembrie 1971 | |   |

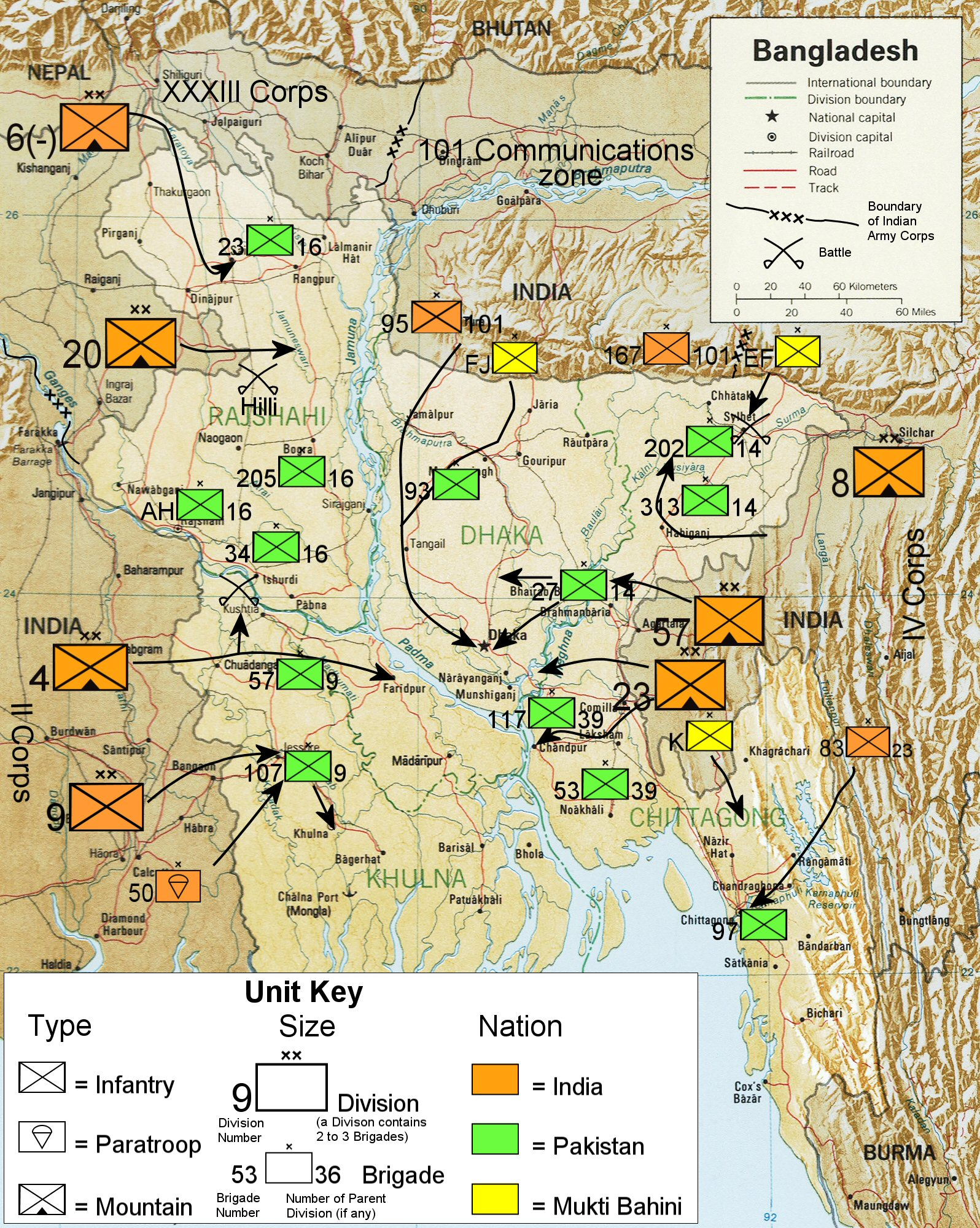
Ilustrație arătând mișcarea unitărților și trupelor militare în timpul războiului.

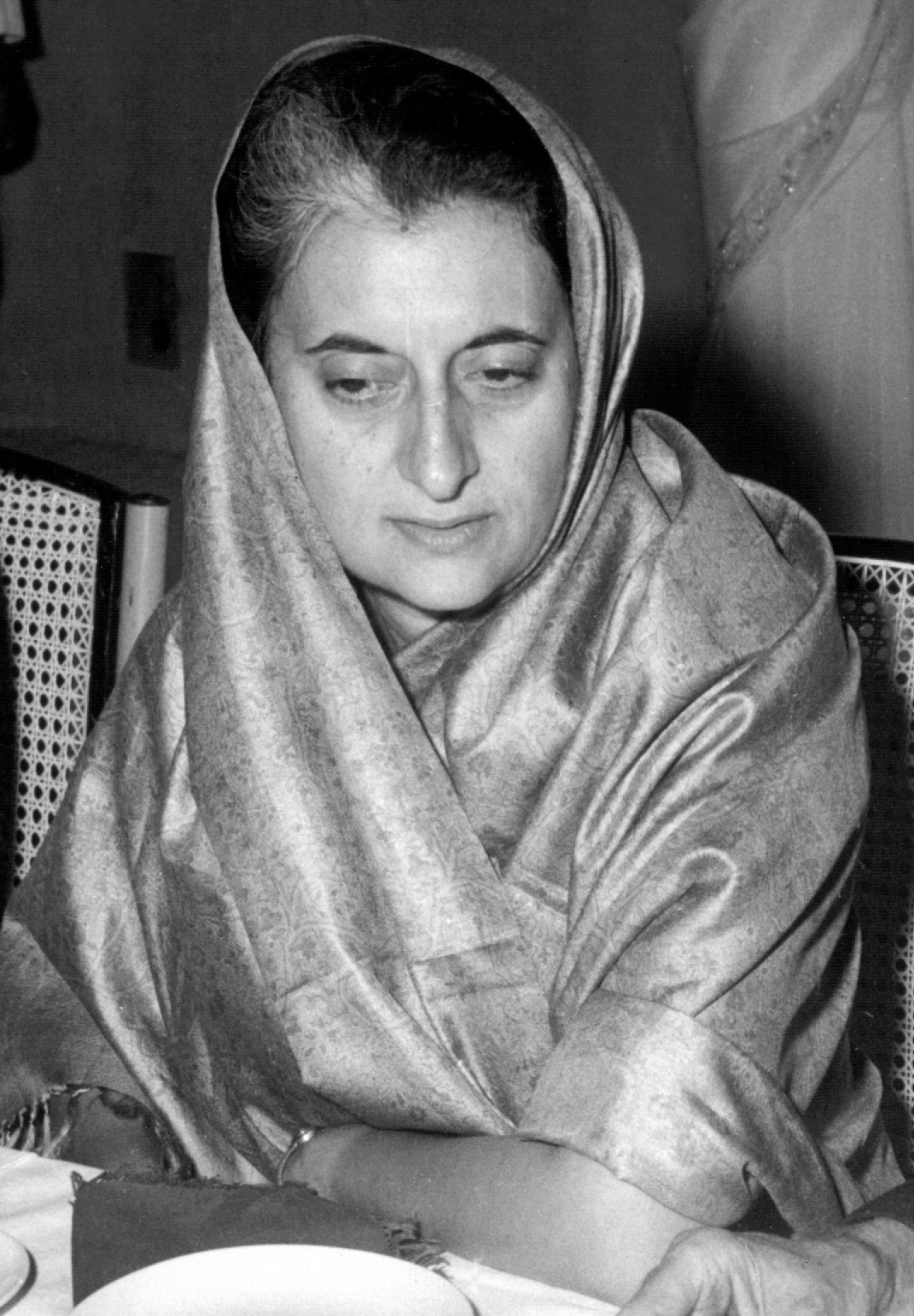
Indira Gandhi

Premierul indian Indira Gandhi, a ajuns la concluzia că, în loc să preia milioane de refugiați, era mai economic să intre în război împotriva Pakistanului. Încă din 28 aprilie 1971, cabinetul indian i-a cerut generalului Manekshaw (președinte al Comitetului șefilor de stat) să „intre în Pakistanul de est”. Relațiile ostile din trecut dintre India și Pakistan au contribuit la decizia Indiei de a interveni în războiul civil din Pakistan. În consecință, guvernul indian a decis să sprijine crearea unui stat separat pentru etnicii bengalezi prin sprijinirea Mukti Bahini. Pentru aceasta, RAW a ajutat la organizarea, instruirea și înarmarea acestor insurgenți. În consecință, Mukti Bahini a reușit să hărțuiască armata pakistaneză în Pakistanul de Est, creând astfel condiții favorabile pentru o intervenție militară indiană pe scară largă la începutul lunii decembrie.
Forțele aeriene din Pakistan (PAF) au lansat o lovitură preemptivă asupra bazelor forțelor aeriene indiene la 3 decembrie 1971. Atacul a fost realizat precum Operațiunea Focus a forțelor aeriene israeliene în timpul războiului de șase zile și a avut ca scop neutralizarea avioanelor indiene la sol. Lovitura a fost văzută de India ca un act deschis de agresiune neprovocată. Acesta a marcat începerea oficială a războiului indo-pakistanez. Ca răspuns la atac, atât India, cât și Pakistanul au recunoscut oficial „existența unei stări de război între cele două țări”, chiar dacă niciun guvern nu a emis în mod oficial o declarație de război.
Trei corpuri indiene au fost implicate în eliberarea Pakistanului de Est. Acestea au fost sprijinite îndeaproape de trei brigăzi ale Mukti Bahini care luptau alături de ele și mulți alții care nu luptau în mod regulat. Acestea erau cu mult superioare armatei pakistaneze formată din trei divizii. Indienii au invadat rapid țara, angajându-se selectiv în lupte sau ocolind fortărețe puternic apărate. Forțele pakistaneze nu au reușit să contracareze efectiv atacul indian, deoarece au fost dislocate în unități mici în jurul frontierei pentru a contracara atacurile de guerilă ale Mukti Bahini. Imposibil să apere Dacca, pakistanezii s-au predat la 16 decembrie 1971.

### Războiul aerian și naval
Forțele aeriene indiene au efectuat mai multe atacuri împotriva Pakistanului, iar într-o săptămână, avioanele indiene au dominat cerul din Pakistanul de Est. Au obținut supremația aeriană aproape totală până la sfârșitul primei săptămâni, deoarece întregul contingent aerian pakistanez din est a fost păstrat la sol din cauza bombardamentelor indiene și ale Bangladeshului la Tejgaon, Kurmitolla, Lal Munir Hat și Shamsher Nagar. Sea Hawks de pe transportatorul INS Vikrant au lovit de asemenea Chittagong, Barisal și Cox's Bazar, distrugând aripa estică a marinei pakistaneze și blocând în mod eficient porturile din Pakistanul de Est, tăindu-se astfel toate căile de evacuare ale soldaților pakistanezi. Marina Bangladeshului (care cuprindea ofițeri și marinari care au dezertat din marina pakistaneză) au ajutat indienii în războiul naval, efectuând atacuri, în special Operațiunea Jackpot.

## Predarea și urmări

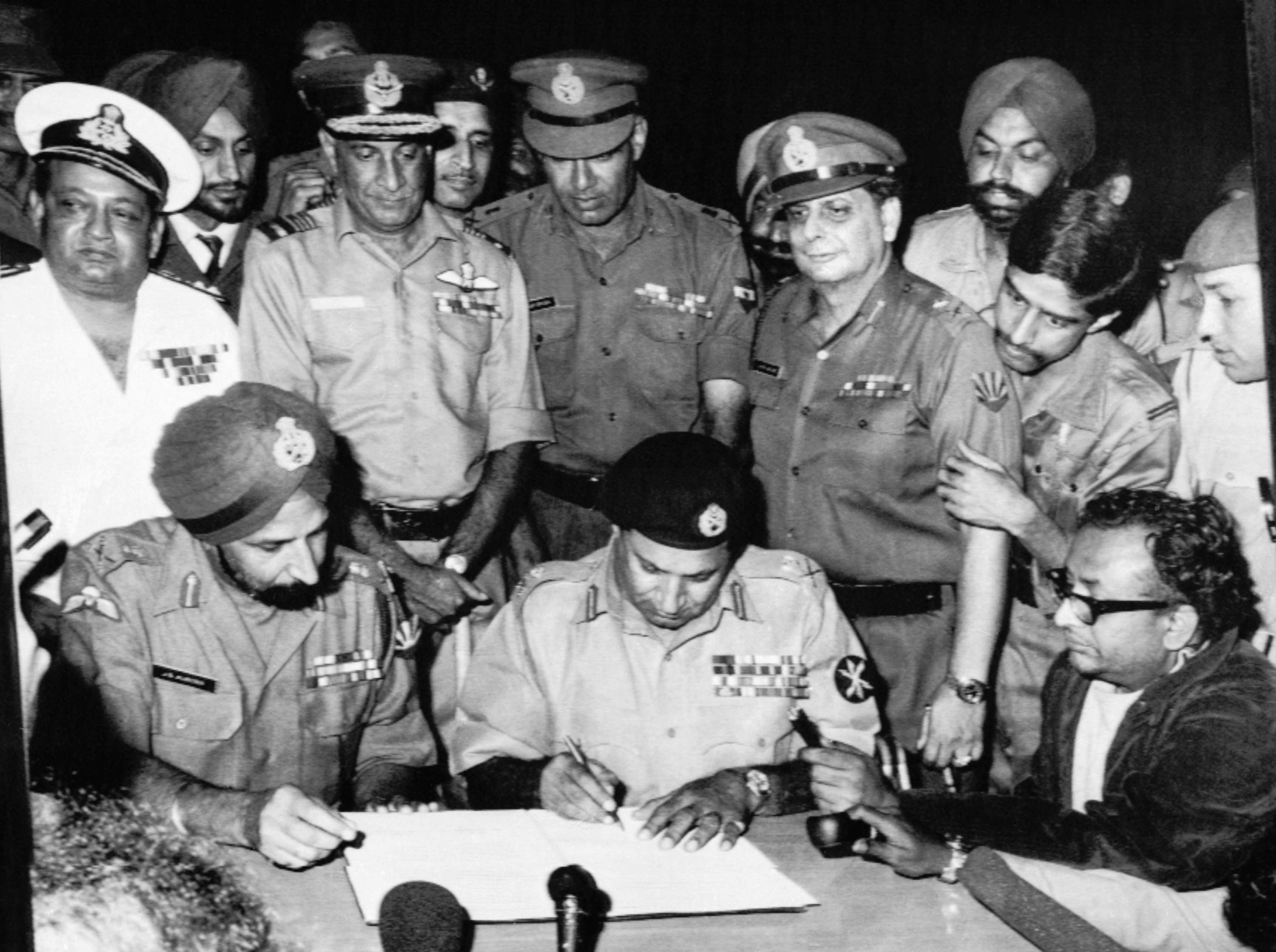
Semnarea predării de către Gen. lt. A. A. K. Niazi în prezența oficialilor militari indieni în Dacca pe 16 decembrie 1971.

La 16 decembrie 1971, Gen. lt. Amir Abdullah Khan Niazi, comandant al forțelor armatei pakistaneze situate în Pakistanul de Est a semnat documentele de predare. La momentul predării, doar câteva țări au recunoscut pe cale diplomatică noua națiune. Peste 93.000 de trupe pakistaneze s-au predat forțelor indiene și forțelor de eliberare din Bangladesh, aceasta fiind cea mai mare predare de trupe de după cel de-al doilea război mondial, deși armata pakistaneză a luptat în mod galant, conform șefului armatei indiene Sam Manekshaw. Bangladesh a cerut admiterea în cadrul ONU, majoritatea votând în favoarea sa, dar China a respins acest lucru, deoarece Pakistanul era aliatul său principal. Statele Unite, de asemenea, un aliat-cheie al Pakistanului, a fost una dintre ultimele națiuni care au recunoscut Bangladeshul. Pentru a asigura o tranziție lină, în 1972 a fost semnat Acordul Simla între India și Pakistan. Tratatul s-a asigurat că Pakistanul recunoaște independența Bangladeshului în schimbul revenirii prizonierilor de război pakistanezi. India a tratat toți prizonierii de război în strictă conformitate cu Convenția de la Geneva, articolul 1925. A eliberat mai mult de 93.000 de prizonieri de război pakistanezi în cinci luni. Mai mult, ca un gest de bunăvoință, aproape 200 de soldați care au fost căutați de bengalezi pentru crime de război au fost, de asemenea, iertați de India. Acordul a oferit 13 000 km<sup\>2 de teren pe care trupele indiene le-au confiscat în Pakistanul de Vest în timpul războiului, deși India a păstrat câteva zone strategice, în special Kargil (care va fi un punct fierbinte pentru un război între cele două națiuni în 1999). Aceasta a fost făcută ca măsură de promovare a "păcii durabile" și a fost recunoscută de mulți observatori ca un semn de maturitate din partea Indiei. Cu toate acestea, persoane din India au considerat că tratatul a fost prea indulgent pentru Bhutto, care a pledat pentru iertare, argumentând că democrația fragilă din Pakistan s-ar prăbuși dacă acordul ar fi perceput ca fiind extrem de dur de către pakistanezi.

### Reacții în Pakistanul de Vest față de război
Reacția la înfrângere și dezmembrarea a jumătate de națiune a fost o pierdere șocantă pentru militarii și civilii de vârf. Puțini se așteptau să piardă războiul oficial în mai puțin de două săptămâni și a existat și o neliniște față de ceea ce era perceput ca o predare blândă a armatei din Pakistanul de Est. Dictatura lui Yahya Khan s-a prăbușit și a lăsat drum liber lui Bhutto, care a profitat de ocazie să ajungă la putere. Generalul Niazi, care s-a predat împreună cu 93.000 de soldați, a fost privit cu suspiciune și dispreț la întoarcerea sa în Pakistan. El a fost evitat și marcat ca trădător. Războiul a expus de asemenea deficiențele doctrinei strategice declarate a Pakistanului conform căreia „apărarea Pakistanului de Est se află în Pakistanul de Vest.”

## Atrocități
În timpul războiului au existat ucideri în masă și alte atrocități - inclusiv strămutarea civililor din Bangladesh (Pakistanul de est la vremea respectivă) și încălcări mari ale drepturilor omului care au început odată cu operațiunea Searchlight la 25 martie 1971. Membrii armatei pakistaneze, sprijiniți de milițiile islamiste din Jamaat e Islami au ucis aproximativ 300.000 până la 3.000.000 de persoane și au violat între 200.000 și 400.000 de femei din Bangladesh într-o campanie sistematică de viol genocidal. [108] [109] Unii clerici islamici au emis fatwas (o hotărâre cu privire la un punct de drept islamic) în sprijinul violării femeilor bengaleze, în special a femeilor hinduse, considerând conflictul un război sfânt. În timpul războiului, o fatwa din Pakistan a declarat că luptătorii bengalezi pentru libertate erau hinduși și că femeile lor puteau fi considerate „pradă de război”.
O mare parte a comunității intelectuale din Bangladesh a fost ucisă, în special de către forțele Al-Sham și Al-Badr, la instrucțiunile armatei pakistaneze. Cu doar două zile înainte de predare, la 14 decembrie 1971, armata Pakistanului și militarii Razakar (colaboratori locali) au luat din Dacca cel puțin 100 de medici, profesori, scriitori și ingineri și i-au ucis, lăsându-le corpurile într-un mormânt comun.
Multe morminte comune au fost descoperite în Bangladesh. Prima noapte de război a bengalezilor, documentată în telegramele consulatului american de la Dacca către Departamentul de Stat al Statelor Unite, a arătat că au existat ucideri nediscriminatorii ale studenților de la Universitatea Dacca și a altor civili. Numeroase femei au fost torturate, violate și ucise în timpul războiului; numărul exact nu este cunoscut și face obiectul unei dezbateri. Răpirea răspândită a femeilor din Bangladesh a dus la nașterea a mii de copii ai războiului. Armata pakistaneză ținea, de asemenea, numeroase femei bengaleze ca sclave sexuale în interiorul barăcilor din Dacca. Cele mai multe dintre fete au fost capturate de la Universitatea din Dacca și din casele particulare. A existat o violență sectariană semnificativă, nu numai comisă și încurajată de armata pakistaneză, ci și de naționaliștii bengalezi care erau împotriva minorităților non-bengaleze, în special Bihari. În iunie 1971, reprezentanții Bihari au declarat că 500.000 de bihari au fost uciși de bengalezi. R.J. Rummel oferă o estimare prudentă de 150.000 uciși.
La 16 decembrie 2002, Arhiva Națională de Securitate a Universității George Washington a publicat o colecție de documente declasificate, constând mai ales în comunicări între oficialii ambasadei americane și centrele de informații ale Statelor Unite ale Americii din Dacca și India și oficialii de la Washington, D.C.. Aceste documente arată că oficialii americani care lucrau în instituțiile diplomatice din Bangladesh au folosit termenii "genocid selectiv" și "genocid" (vezi Telegrama Blood) pentru informații despre evenimentele despre care aveau cunoștință în acel moment. Genocidul este termenul care este încă folosit pentru a descrie evenimentul în aproape toate publicațiile și ziarele importante din Bangladesh, deși în Pakistan, acuzațiile împotriva forțelor pakistaneze continuă să fie contestate.

## Reacții internaționale

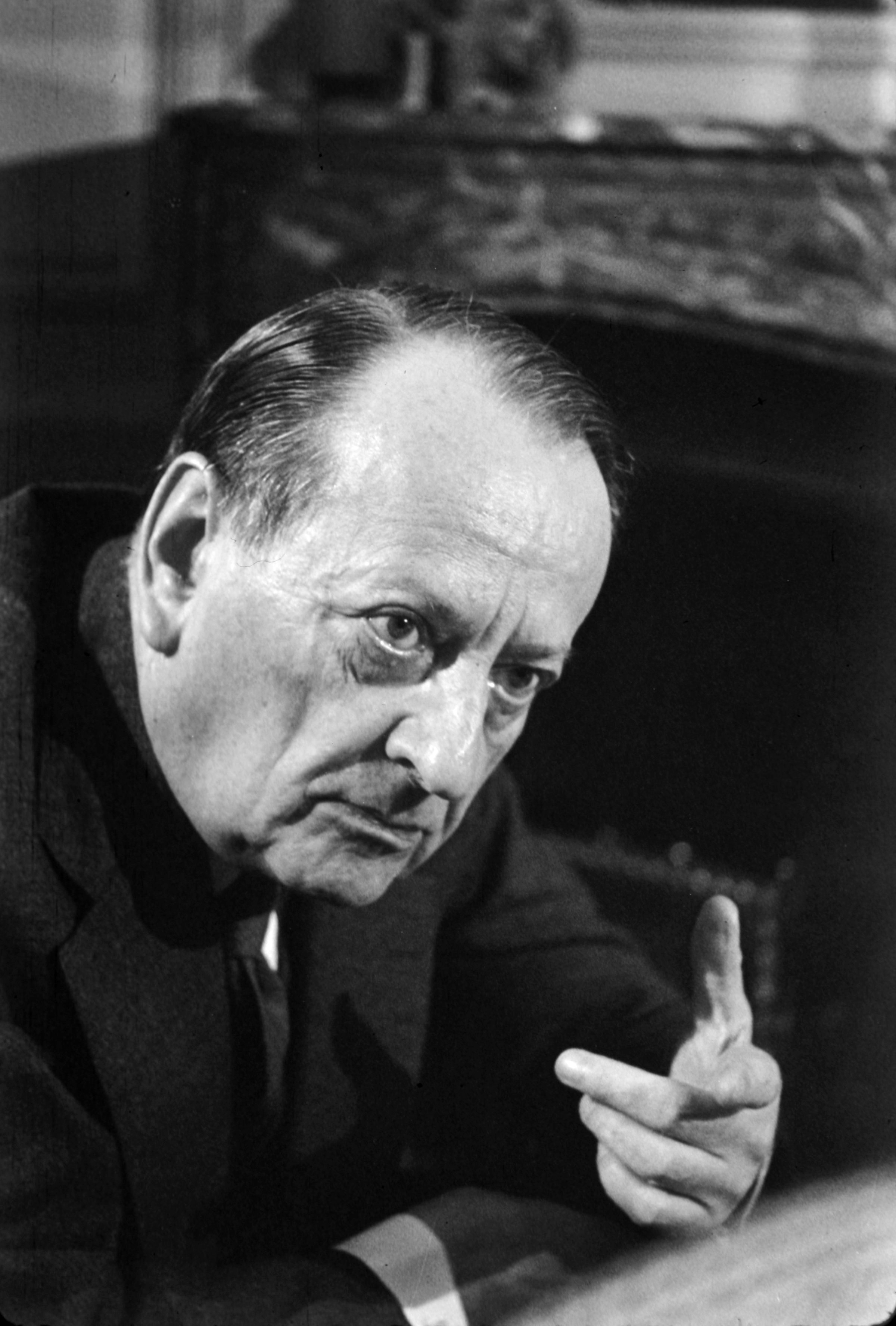
Ministrul francez Andre Malraux a promis să lupte alături de Mukti Bahini în Războiul de Eliberare.

În urma declarației de independență a Sheikh Mujibur Rahman din martie 1971, o campanie mondială de sprijinire a fost inițiată de guvernul provizoriu din Bangladesh pentru a obține sprijin politic pentru independența Pakistanului de Est, precum și sprijin umanitar pentru poporul bengalez.
Premierul indian Indira Gandhi a oferit sprijin diplomatic și politic extins pentru mișcarea din Bangladesh. A vizitat multe țări în încercarea de a conștientiza atrocitățile pakistaneze împotriva bengalezilor. Acest efort s-a dovedit a fi vital ulterior în timpul războiului, în structurarea contextului mondial al războiului și în justificarea acțiunii militare a Indiei. De asemenea, după înfrângerea Pakistanului, a asigurat recunoașterea promptă a noului stat independent  Bangladesh.

### Națiunile Unite
Deși Organizația Națiunilor Unite a condamnat încălcările drepturilor omului în timpul și după operațiunea Searchlight, nu a reușit să dezamorseze situația politică înainte de începerea războiului.
După intrarea Indiei în război, Pakistanul, temându-se de înfrângere, a făcut apeluri urgente la Națiunile Unite pentru a interveni și a forța India să fie de acord cu încetarea focului. Consiliul de Securitate al ONU s-a întrunit la 4 decembrie 1971 pentru a discuta despre ostilitățile din Asia de Sud. După discuții lungi, pe 7 decembrie, Statele Unite a creat o rezoluție pentru „încetarea imediată a focului și retragerea trupelor”. Deși susținută de majoritate, URSS a respins de două ori rezoluția. În lumina atrocităților pakistaneze împotriva bengalezilor, Regatul Unit și Franța s-au abținut.
La 12 decembrie, cu Pakistanul care se confrunta cu o înfrângere iminentă, Statele Unite a cerut reunirea Consiliului de Securitate. Vice prim-ministrul și ministrul de Externe al Pakistanului, Zulfikar Ali Bhutto, a fost trimis la New York pentru a susține cauza unei rezoluții privind încetarea focului. Consiliul a continuat deliberările timp de patru zile. Până când propunerile au fost finalizate, forțele Pakistanului din Est s-au predat și războiul s-a încheiat. Bhutto, frustrat de eșecul rezoluției și de inacțiunea Organizației Națiunilor Unite, și-a rupt discursul și a părăsit consiliul.
Majoritatea națiunilor membre ale Națiunilor Unite au recunoscut rapid Bangladeshul în câteva luni de la independența sa.

### Bhutan
Pe măsură ce războiul de eliberare din Bangladesh se apropia de înfrângerea armatei pakistaneze, regatul himalayan Bhutanului a devenit primul stat din lume care a recunoscut noua țară independentă la 6 decembrie 1971. Sheikh Mujibur Rahman, primul președinte al Bangladeshului, a vizitat Bhutan pentru a participa la încoronarea lui Jigme Singye Wangchuck, al patrulea rege al Bhutanului în iunie 1974.

### SUA și URSS

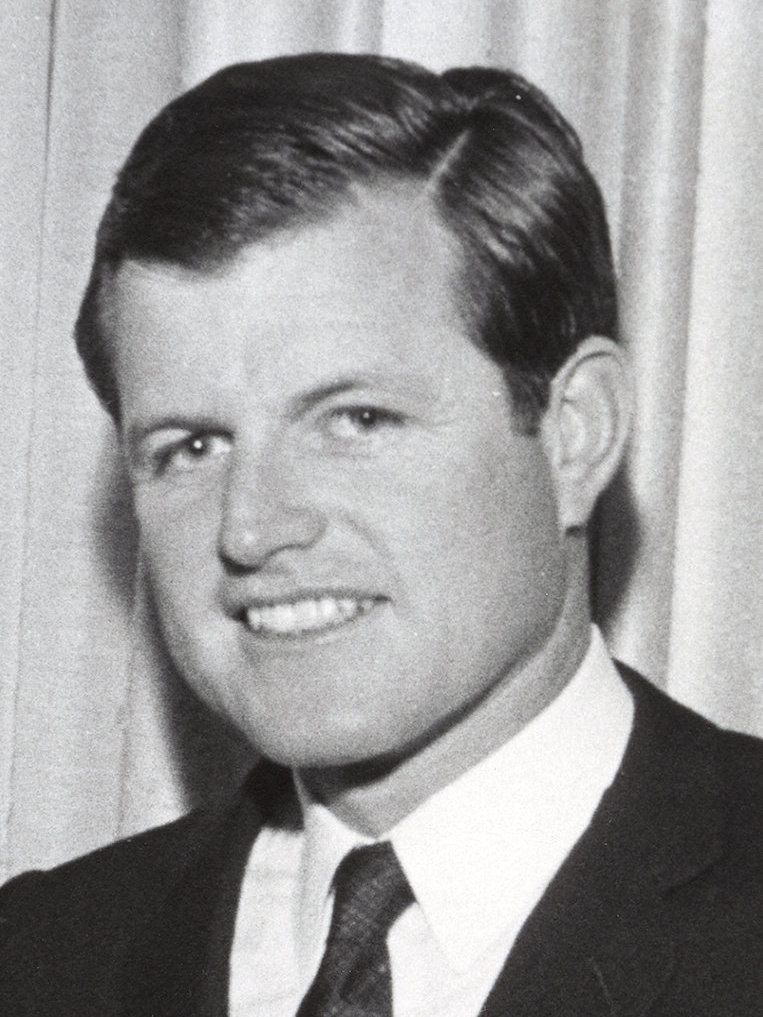
Senatorul Ted Kennedy a condus sprijinul congresului american pentru independența Bangladeshului

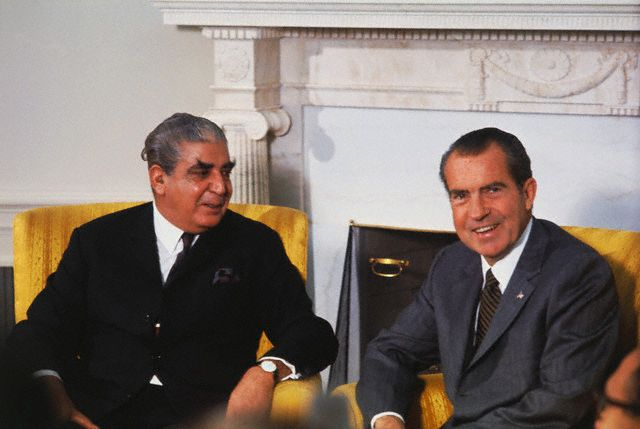
Administrația Nixon a fost criticată pe scară largă pentru legăturile sale strânse cu junta militară condusă de generalul Yahya Khan. Diplomații americani din Pakistanul de Est au exprimat o profundă nemulțumire în telegrama Blood.

Guvernul american a rămas alături de vechiul său aliat Pakistan, atât politic, cât și material. Președintele american Richard Nixon și consilierul său pentru securitatea națională, Henry Kissinger, se temeau de expansiunea sovietică în Asia de Sud și de Sud-Est. Pakistanul era un aliat apropiat al Republicii Populare Chineze, cu care Nixon negociase o apropiere și pe care intenționa să o viziteze în februarie 1972. Nixon se temea că o invazie indiană a Pakistanului de Vest ar însemna dominația sovietică totală în regiune și că ar submina serios poziția globală a Statelor Unite și poziția regională a noului aliat tacit al Americii, China. Pentru a demonstra chinezilor bunele intenții ale Statelor Unite ca aliați și în încălcarea directă a sancțiunilor impuse de Congresul SUA asupra Pakistanului, Nixon a trimis provizii militare în Pakistan și le-a trimis prin Iordania și Iran, încurajând în același timp China pentru a-și spori aprovizionarea cu arme în Pakistan. Administrația Nixon a ignorat, de asemenea, rapoartele pe care le-a primit despre genocidul armatei pakistaneze în Pakistanul de Est, în special telegrama Blood.
Nixon a negat implicarea în această problemă, spunând că era o chestiune internă a Pakistanului, dar când înfrângerea Pakistanului părea sigură, Nixon a trimis transportatorul de avioane USS Enterprise în Golful Bengal, o mișcare considerată de indieni ca fiind o amenințare nucleară. Enterprise a sosit la 11 decembrie 1971. La 6 și 13 decembrie, marina sovietică a trimis două grupuri de nave, înarmate cu rachete nucleare, din Vladivostok; au urmărit US Task Force 74 în Oceanul Indian din 18 decembrie până în 7 ianuarie 1972.

Uniunea Sovietică a sprijinit armatele indiene din Bangladesh și India, precum și Mukti Bahini în timpul războiului, recunoscând că independența Bangladeshului ar slăbi poziția rivalilor săi - Statele Unite și China. A dat asigurări Indiei că, dacă ar fi început o confruntare cu Statele Unite sau cu China, URSS ar lua contra măsuri. Acest lucru a fost consacrat în tratatul de prietenie indo-sovietic semnat în august 1971. Sovieticii au trimis, de asemenea, un submarin nuclear pentru a evita amenințarea reprezentată de USS Enterprise în Oceanul Indian.
La sfârșitul războiului, țările din Pactul de la Varșovia au fost printre primele care au recunoscut Bangladesh-ul. Uniunea Sovietică a recunoscut Bangladesh-ul la 25 ianuarie 1972. Statele Unite au întârziat recunoașterea timp de câteva luni, înainte de a se conforma acesteia la 8 aprilie 1972.

### China
Ca aliat de lungă durată al Pakistanului, Republica Populară Chineză a reacționat alarmată la evoluția situației din Pakistanul de Est și la perspectiva invaziei Indiei în Pakistanul de Vest și în Cașmirul controlat de Pakistan. Crezând că un atac indian era iminent, Nixon a încurajat China să-și mobilizeze forțele armate de-a lungul graniței sale cu India pentru a o descuraja. Cu toate acestea, chinezii nu au răspuns acestei încurajări, deoarece, spre deosebire de războiul sino-indian din 1962, când India a fost prinsă în totalitate fără pregătire, de această dată armata indiană era pregătită și desfășurase opt divizii la frontiera sino-indiană pentru a se proteja împotriva unei astfel de eventualități. În schimb, China și-a concentrat eforturile pe cererile de încetare a focului.
Când Bangladesh a depus cererea de aderare la Națiunile Unite în 1972, China a respins cererea deoarece două rezoluții ale Națiunilor Unite referitoare la repatrierea prizonierilor de război și a civililor pakistanezi nu fuseseră încă puse în aplicare. China a fost, de asemenea, printre ultimele țări care au recunoscut independența Bangladeshului, refuzând să o facă până la 31 august 1975.